# Grete Deutsch
Grete Deutsch tschechisch Greta Deutschová, geborene Reiß (Lebensdaten unbekannt), war eine tschechoslowakische Tennisspielerin, die in den 1920er und 1930er Jahren aktiv war.

## Leben
Gretes Familie war wahrscheinlich jüdisch. Ihr Vater Rudolf Reiß (1872 o. 1873–1934) war Berufssoldat und diente beim Infanterieregiment Nr. 54 der k.u.k. Armee, das in Olmütz stationiert war. Grete und ihre beiden Schwestern Liese und Trude spielten beim Lawn Tennis Klub Olmütz. Spätestens seit Anfang der 1920er Jahre war sie die stärkste Spielerin in Olomouc und nach ihrer Heirat mit einem Herrn Deutsch, wohl 1924, gewann sie regelmäßig die seit 1925 ausgetragene Stadtmeisterschaft von Olomouc. 1928, 1930 und 1933 gewann sie die Internationalen Tennismeisterschaften der Tschechoslowakei und sie war von 1929 bis 1934 die Erste der tschechoslowakischen Rangliste. 1936 nahm sie an den Internationalen französischen Tennismeisterschaften und 1938 am Turnier in Wimbledon teil. Ihre letzte bekannte Turnierteilnahme war in der Woche vom 20. März 1939 in Juan-les-Pins, wo sie im Finale gegen Alice Weiwers stand, also eine Woche nach der Besetzung von Olomouc durch die Deutsche Wehrmacht. Über ihren weiteren Lebensweg scheint nichts bekannt zu sein.